# پدران و دختران
پدران و دختران (به انگلیسی: Fathers and Daughters) فیلمی محصول سال ۲۰۱۵ و به کارگردانی گابریل موچینو است. در این فیلم بازیگرانی همچون راسل کرو، آماندا سایفرد، آرون پال، دیانه کروگر، کونزنی والیس، بروس گرینوود، جانت مک‌تیر، کیلی راجرز، جین فوندا و اکتاویا اسپنسر ایفای نقش کرده‌اند.